# 皎多枝佛塔
皎多枝佛塔，位于缅甸阿玛拉普拉，当达曼湖东岸，近乌本桥，由贡榜王朝蒲甘王主持修建于1847年至1850年，形制仿照蒲甘阿难陀寺。

## 历史
巴基道王在位期间，将一块大理岩从曼德勒以北19公里的萨金山运抵阿玛拉普拉，意图制成佛像，但直至1846年巴基道驾崩，大理岩一直闲置在王家戒堂内。蒲甘王通过血腥斗争即位后，将这块大理岩雕成佛像，并在当达曼湖东岸建寺，供奉佛像，以期积攒功德。1850年10月29日，皎多枝佛塔完工置伞。

## 建筑
其布局以蒲甘阿难陀寺为蓝本，为十字形平面，印度悉卡罗式塔，四边伸出门廊。但其内部结构和阿难陀寺不同，阿难陀寺采用厚重的砖砌拱顶，走廊幽暗，塔心为实心，围绕有四尊木制佛像；皎多枝佛塔的塔心为空心，供奉大理石佛像，屋顶为木制。
皎多枝佛塔以其精美且反常规的壁画著称，其主题并非缅甸常见的本生经故事，而是蒲甘王时代的塔刹和天文图。壁画有蒲甘王在实皆、阿玛拉普拉、阿瓦、勃甘基、卑谬、仰光修建的各式塔刹寺院，以及缅甸天文观念中的星座图。画中人物亦展现了贡榜时代的习俗和衣着风格。

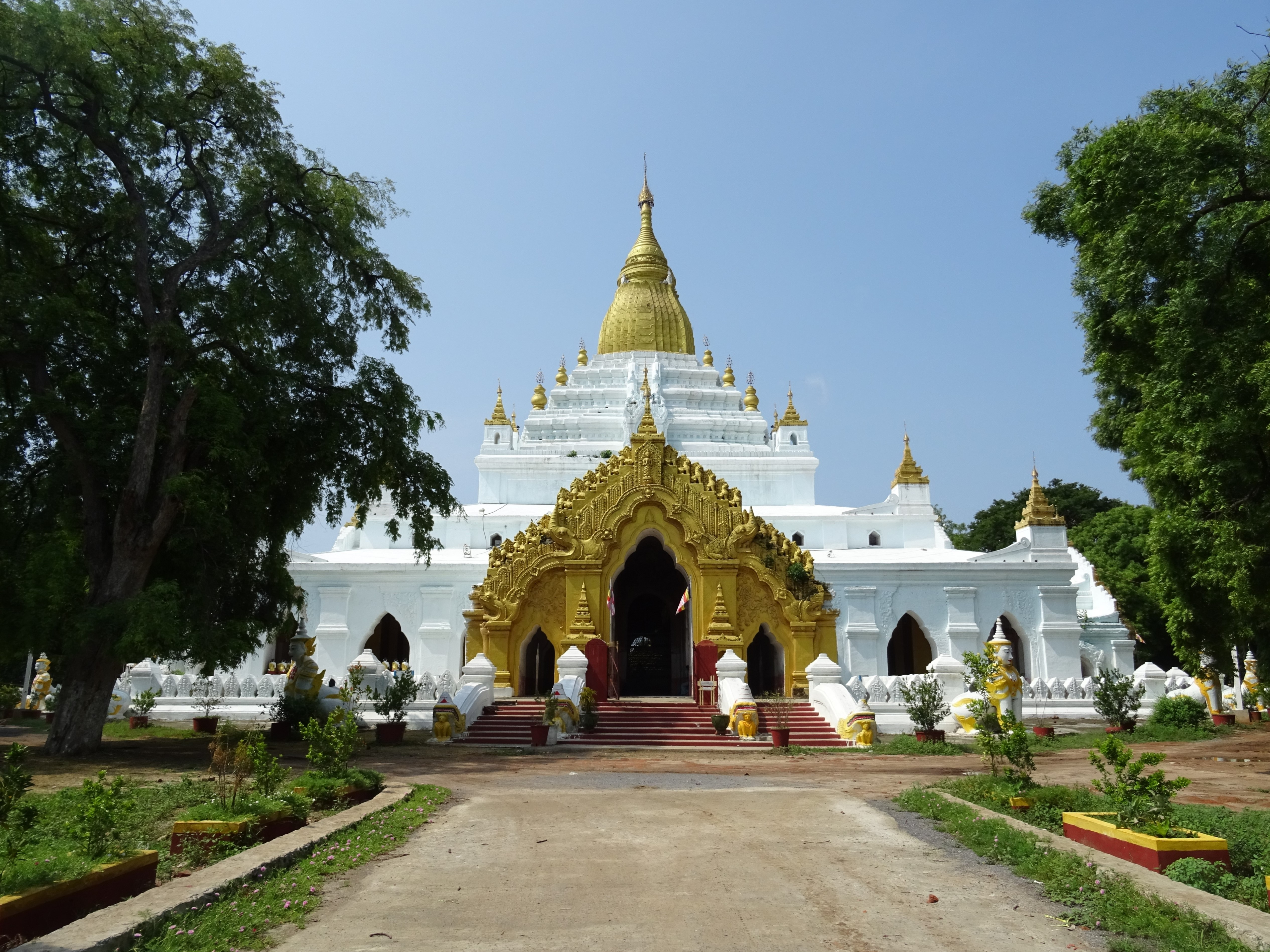
佛塔正面
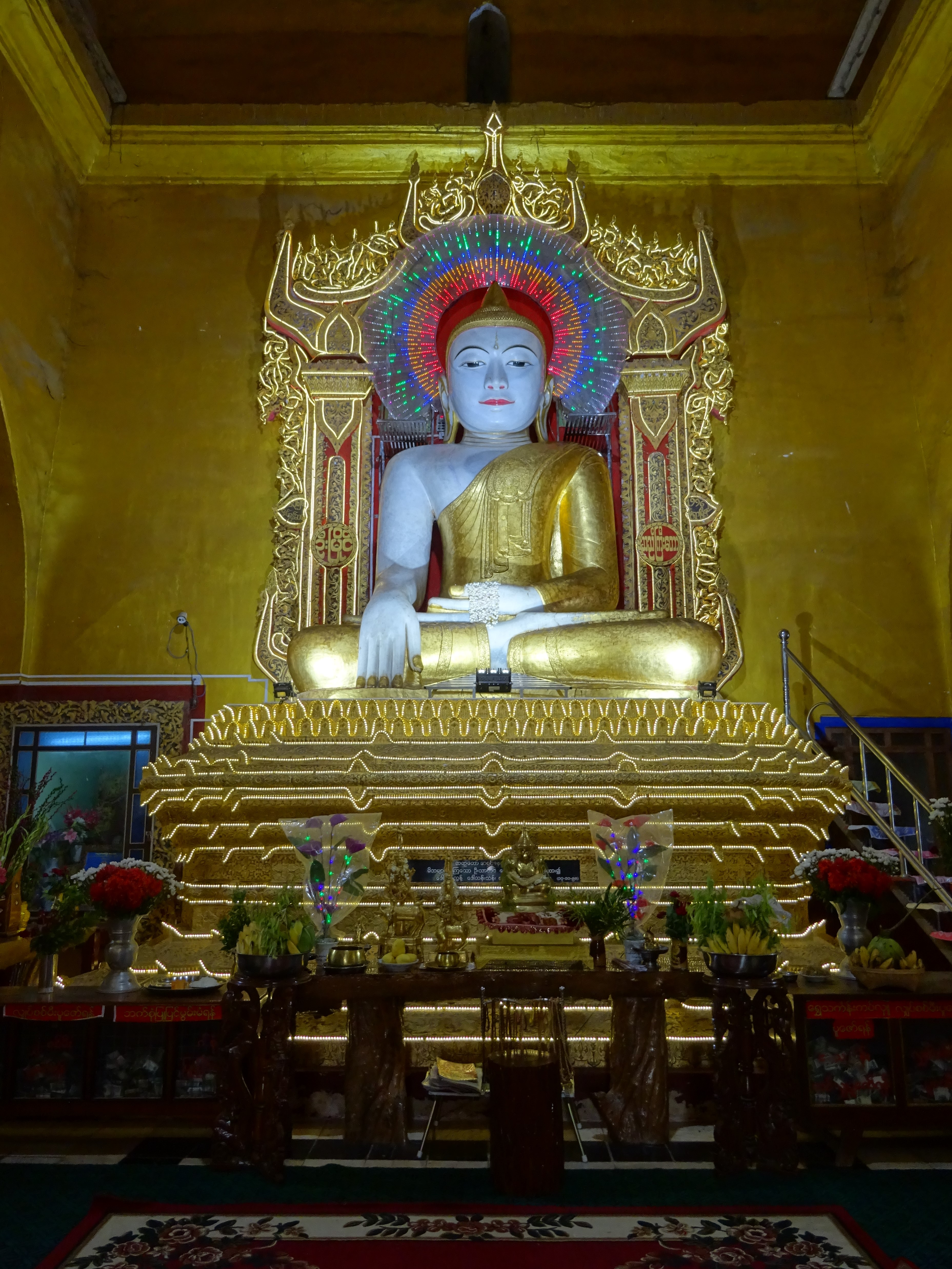
大理石佛像
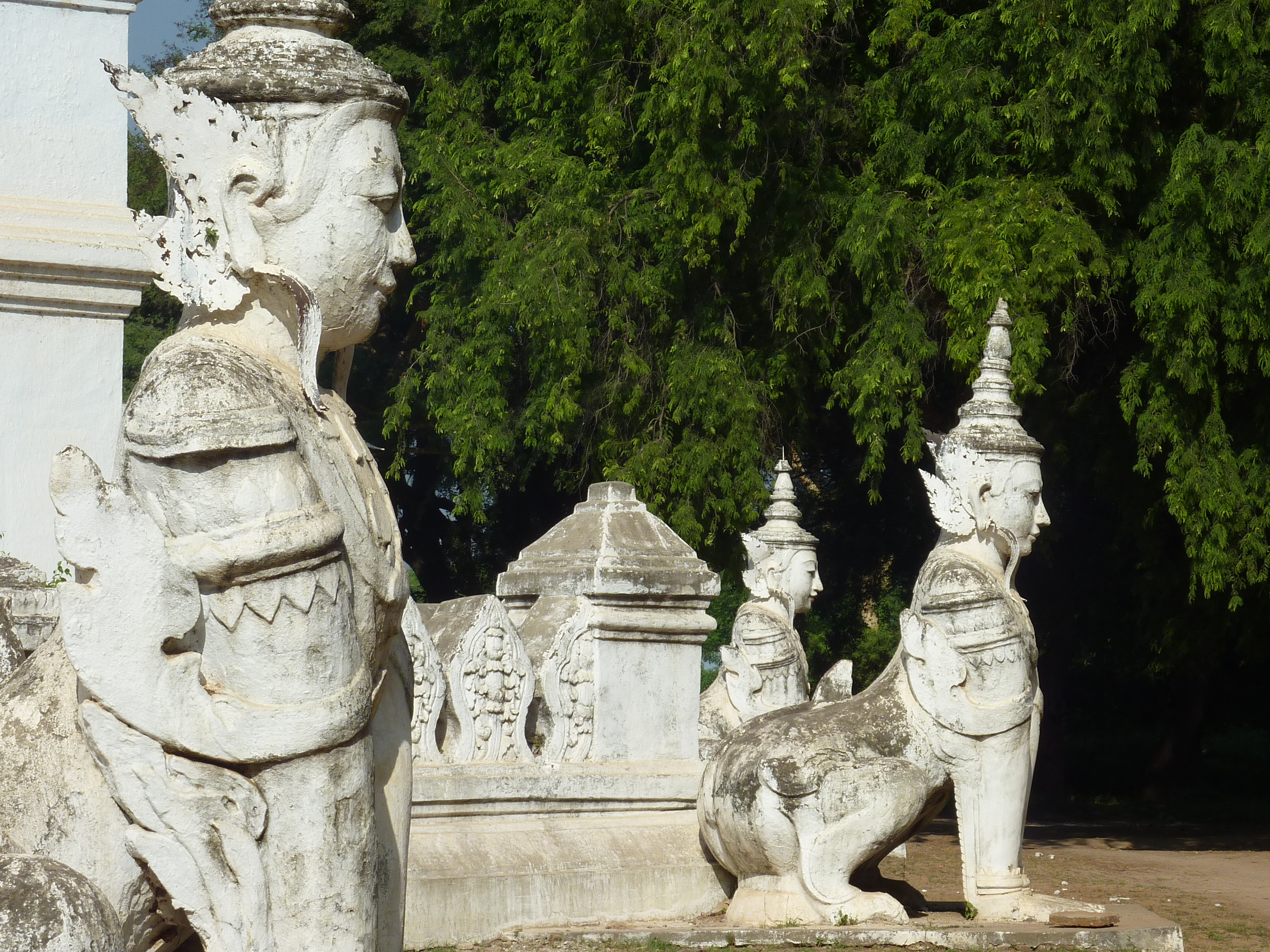
守门玛努席哈像
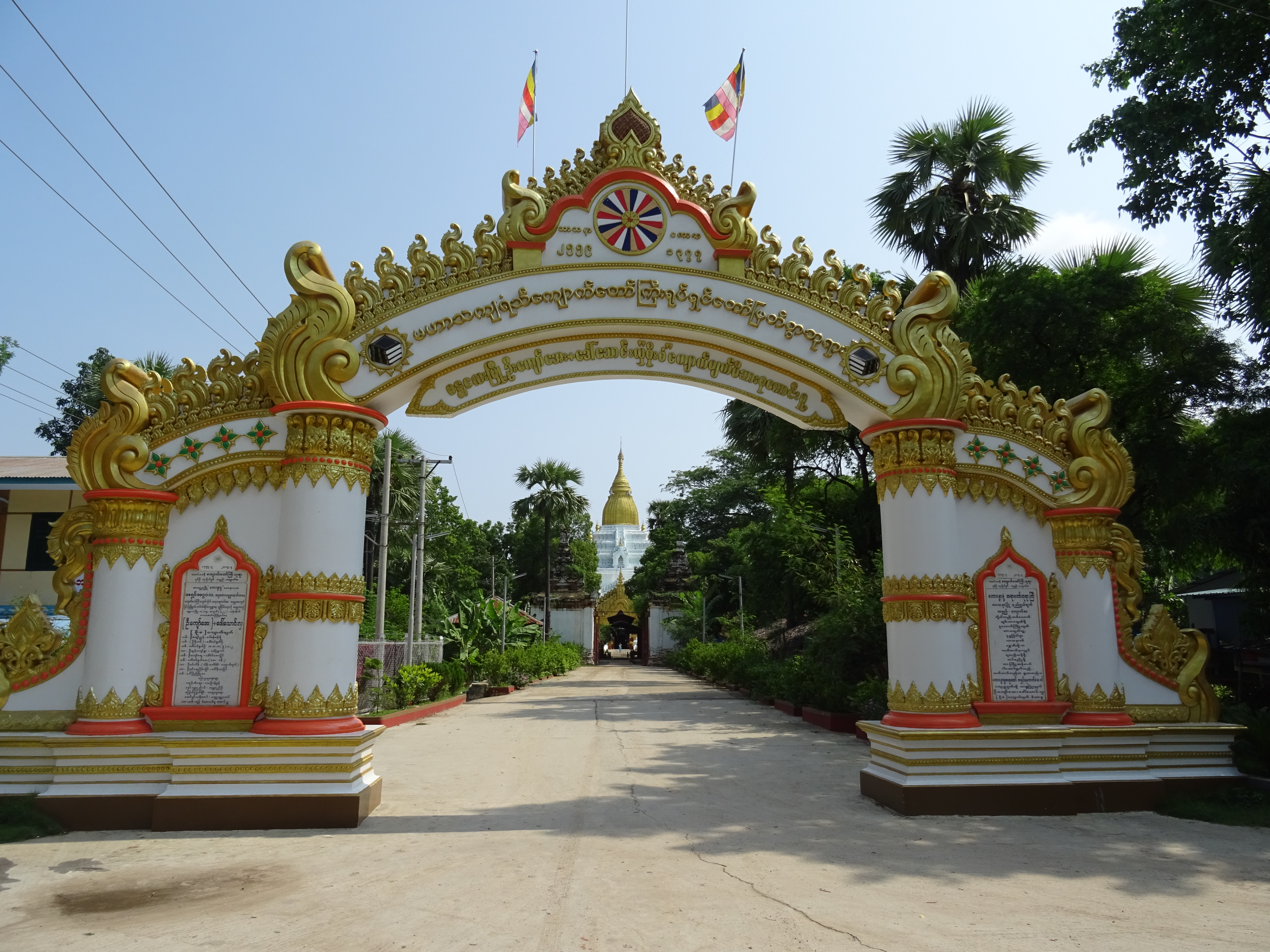
大门
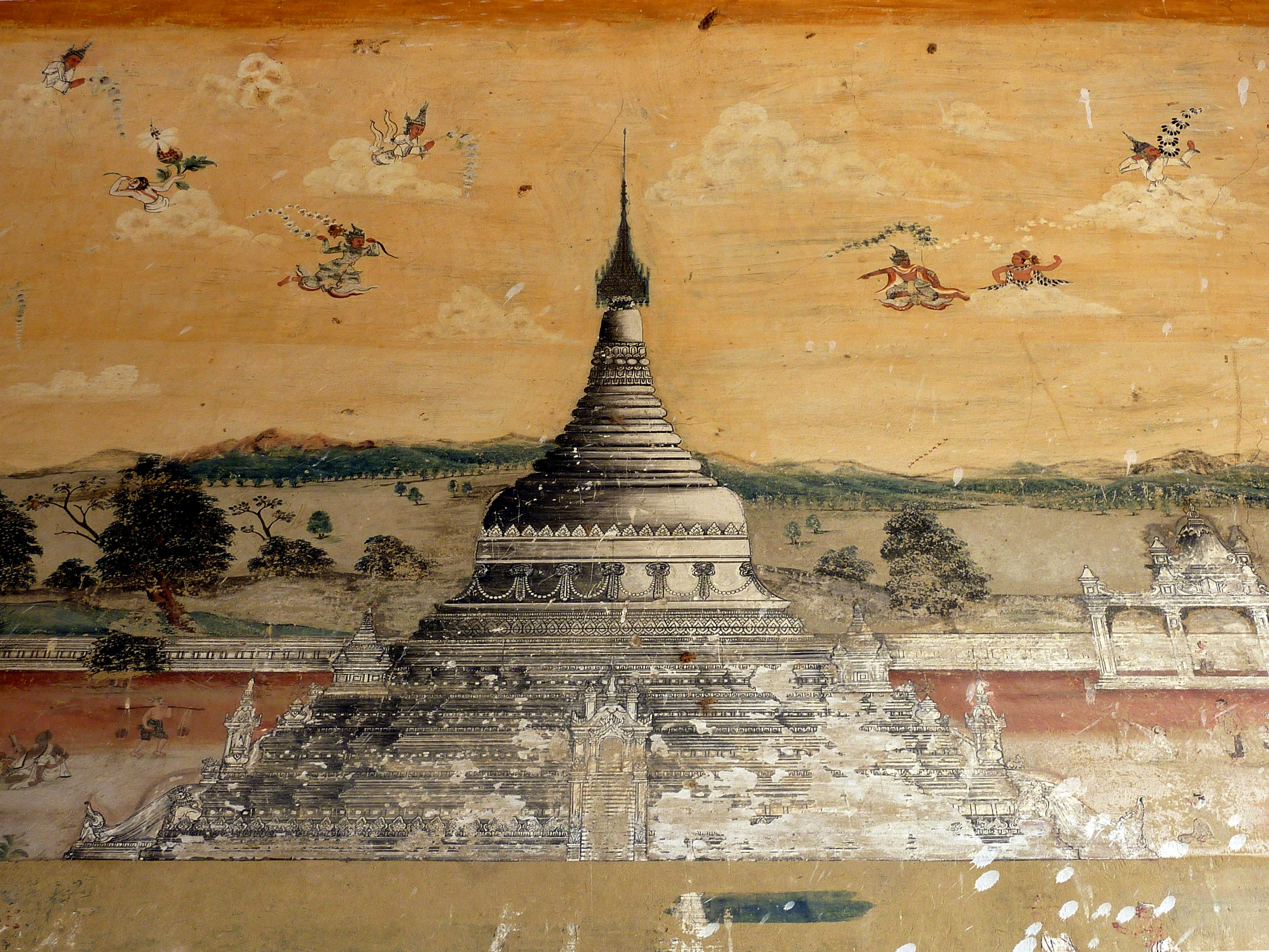
壁画
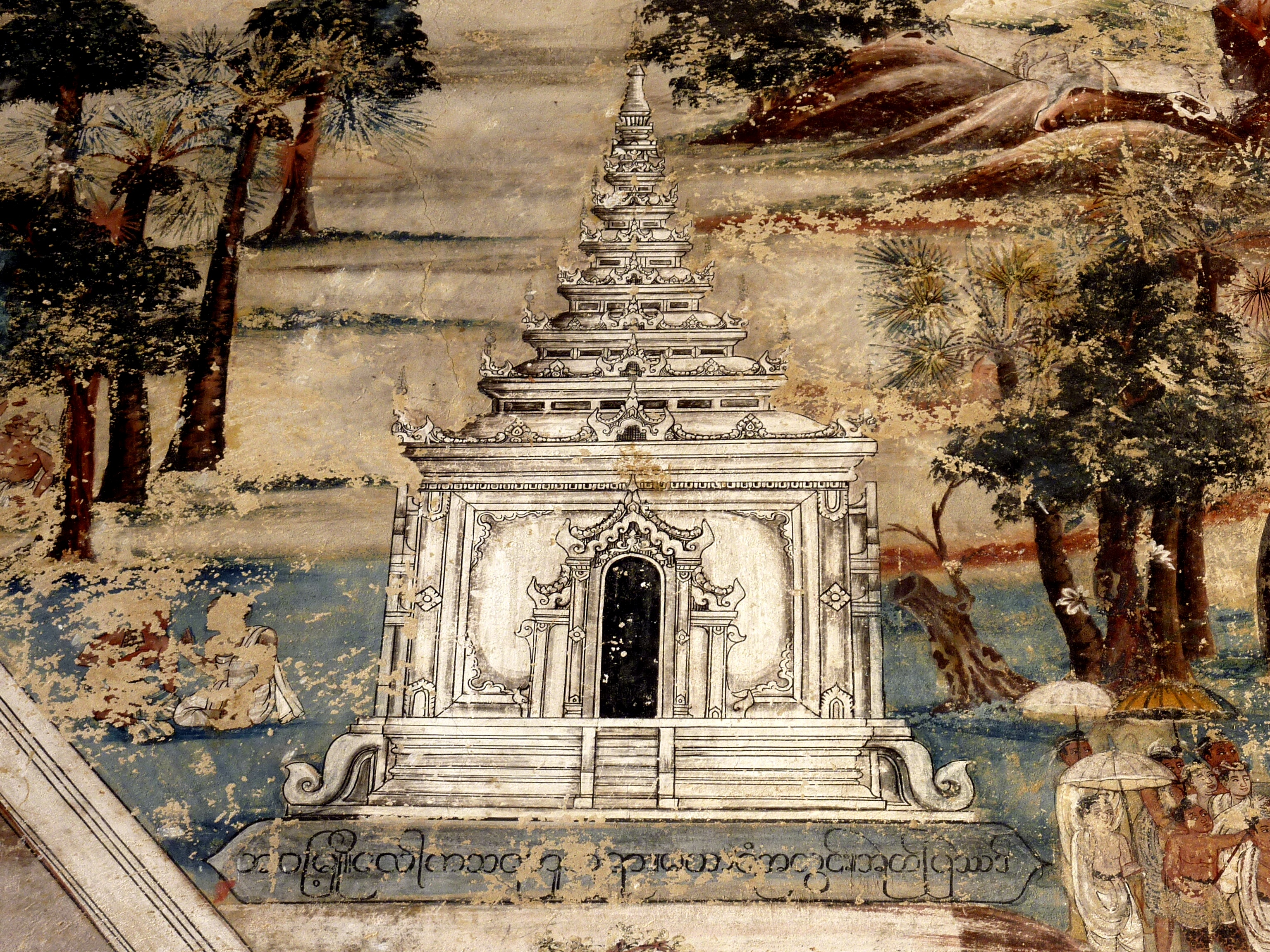
壁画
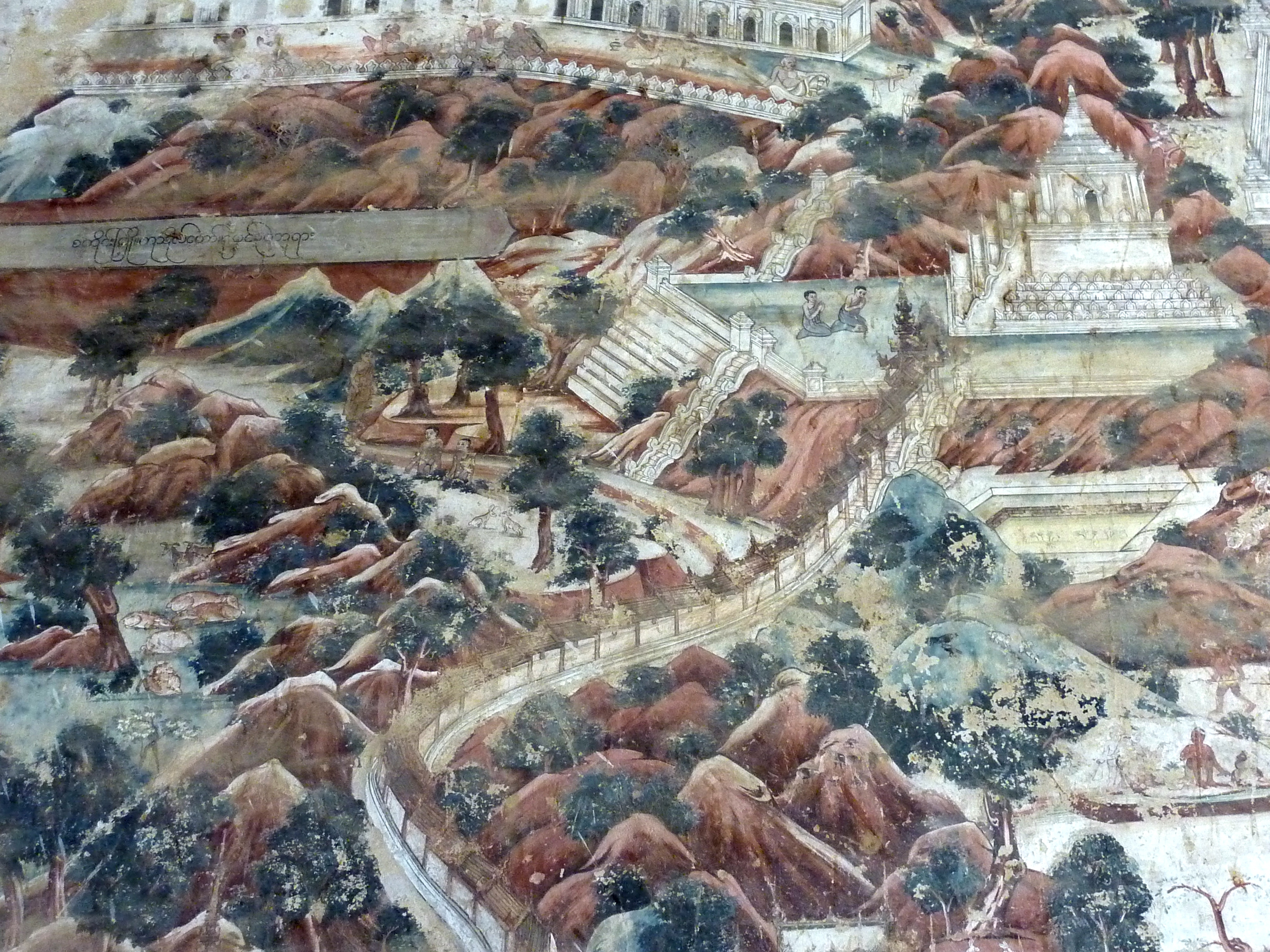
壁画
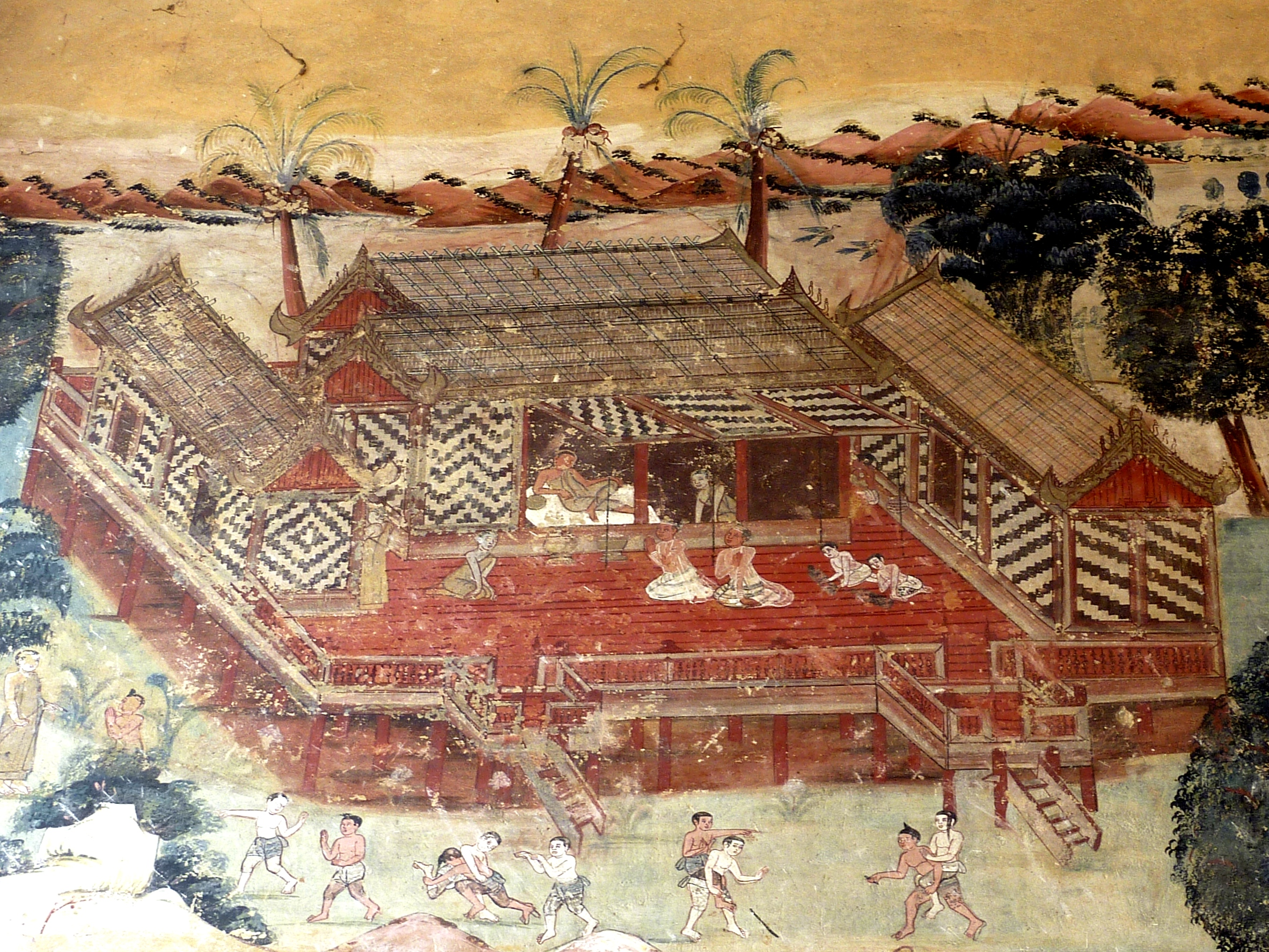
壁画
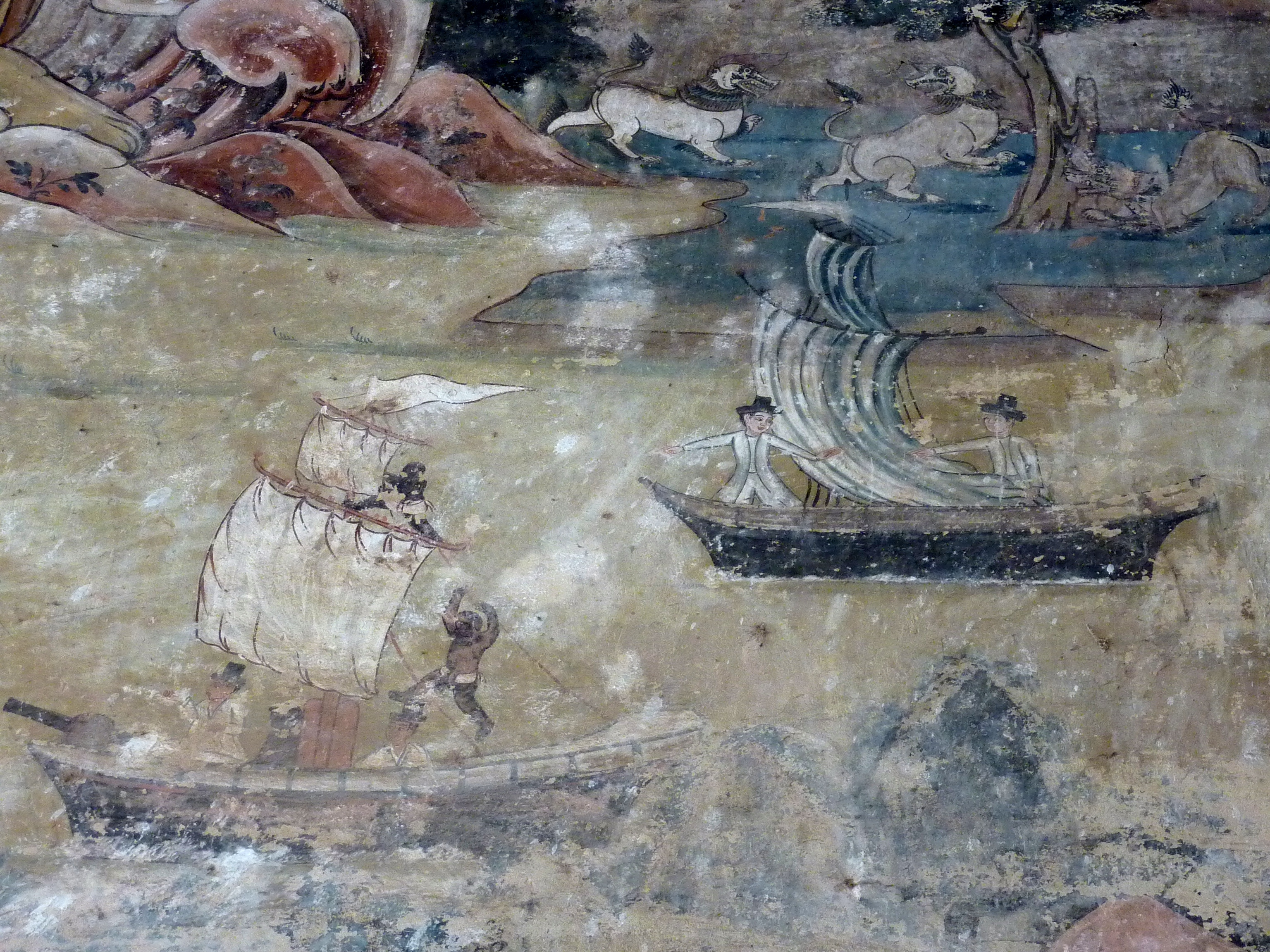
壁画
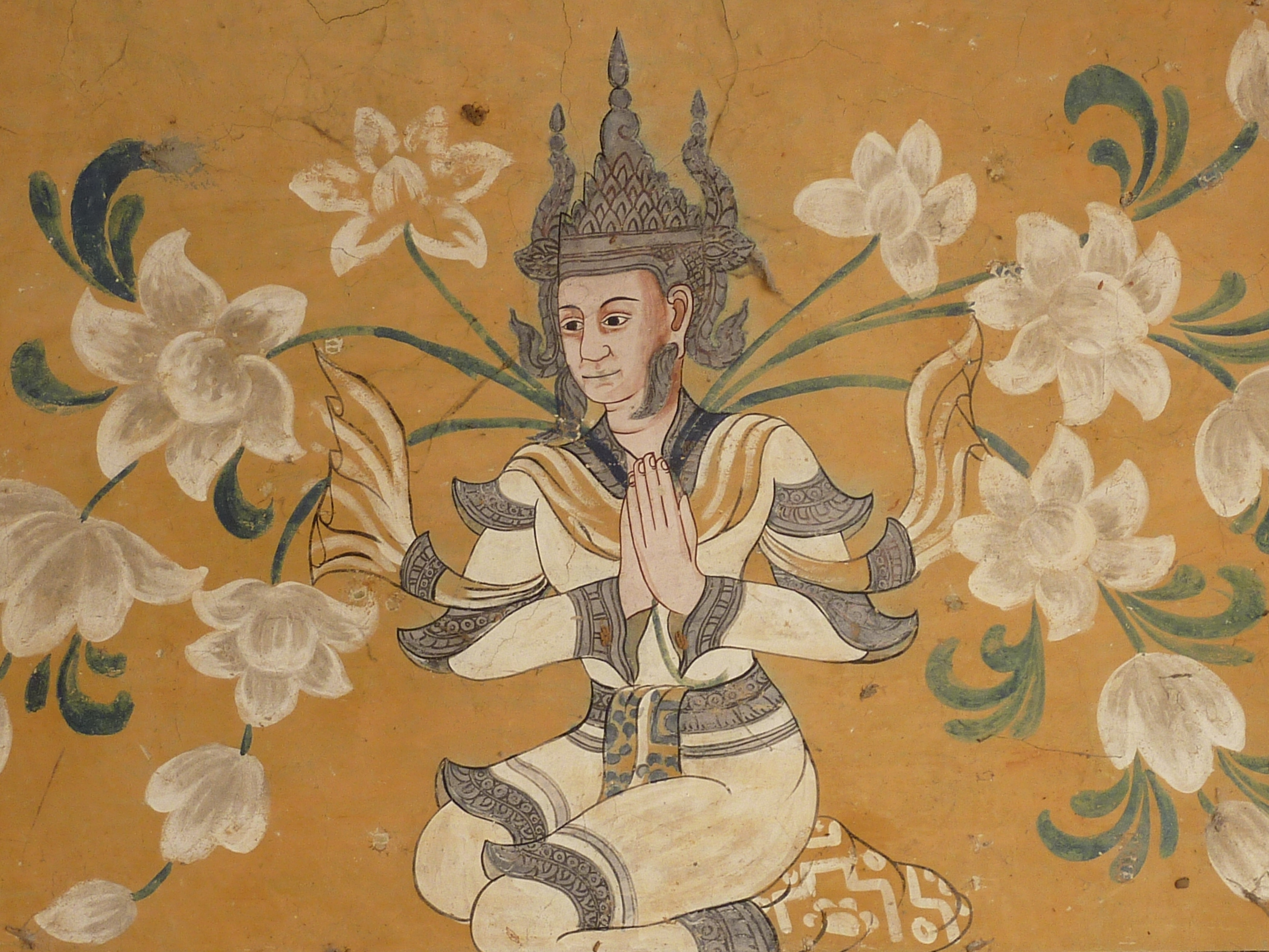
壁画
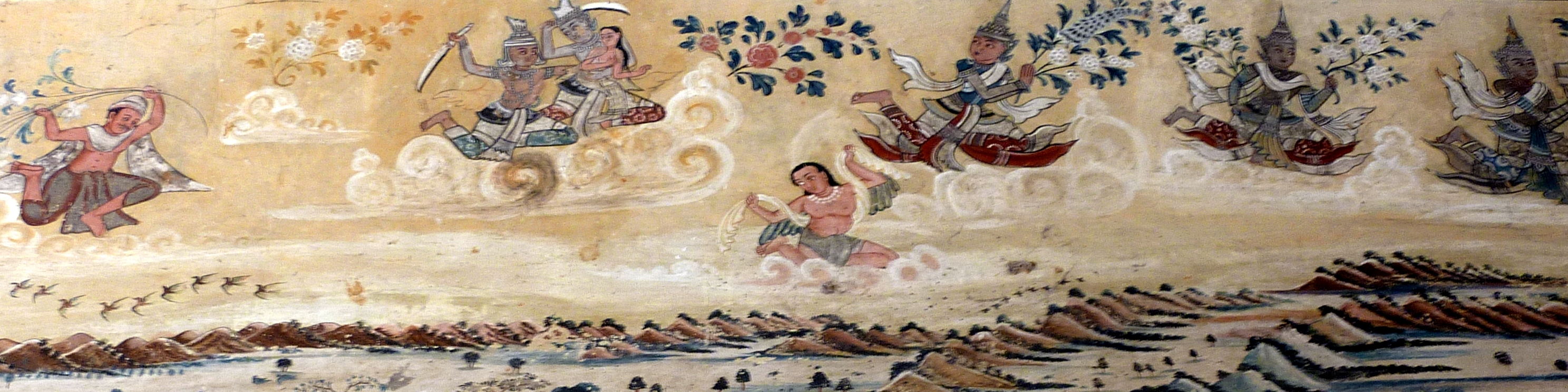
壁画
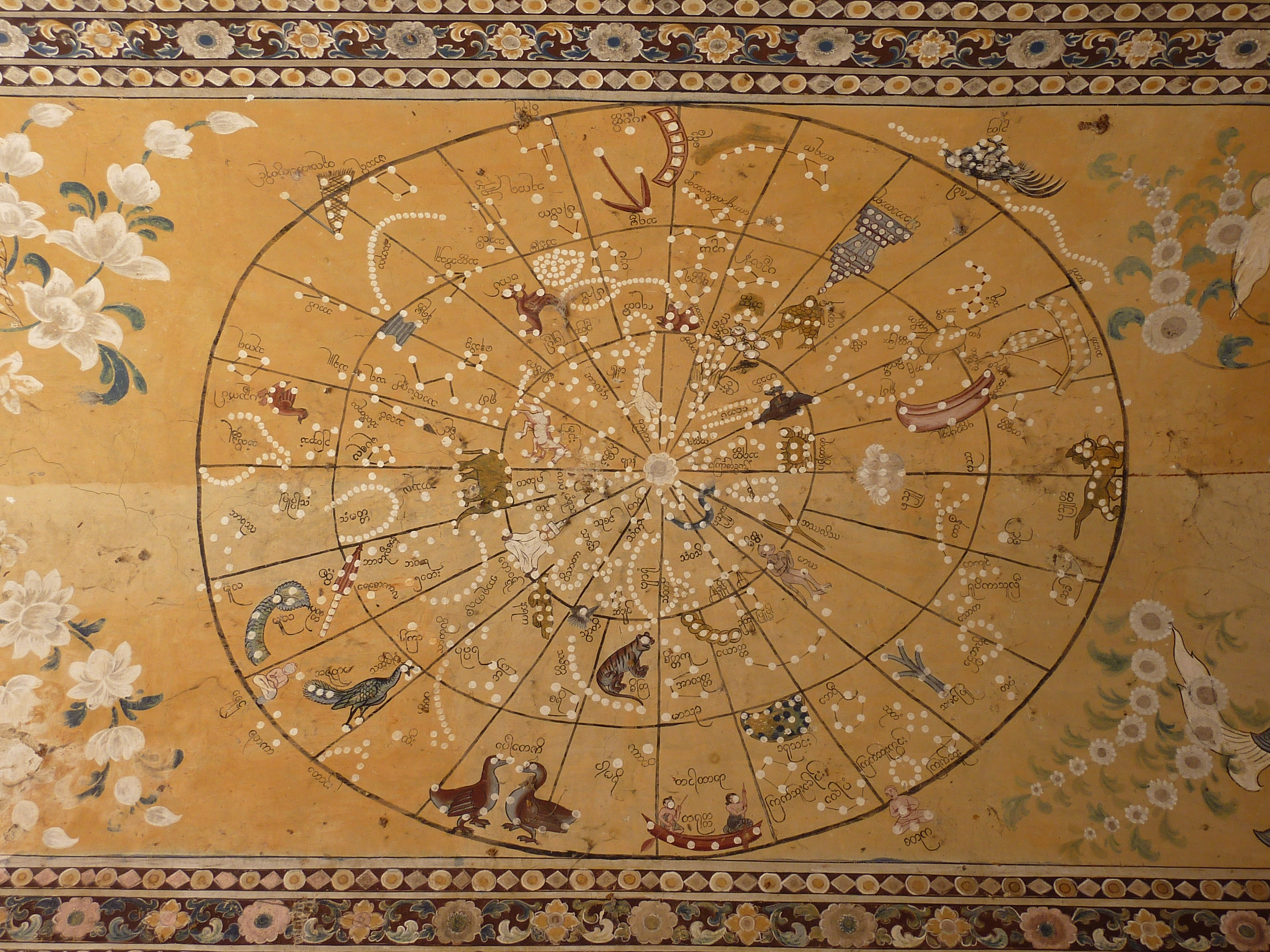
星座图